# Viljami Sinisalo
Viljami Kari Veikko Sinisalo (* 11. Oktober 2001 in Espoo) ist ein finnischer Fußballtorhüter, der bei Celtic Glasgow in der Scottish Premiership unter Vertrag steht.

## Karriere

### Verein
Viljami Sinisalo begann seine Karriere in seiner Geburtsstadt Espoo. Bis zum Jahr 2017 hütete er als Junior das Tor des größten Vereins der Stadt dem FC Honka Espoo. Danach war er im Juniorenbereich beim FC Espoo aktiv. Am 2. Juni 2017 bestritt Sinisalo im Alter von 15 Jahren bei der ersten Mannschaft des Vereins ein Spiel in der Kakkonen, der dritthöchsten Spielklasse in Finnland.
Im Juli 2018 wechselte der Torhüter nach England in die Jugendakademie von Aston Villa und durchlief für den Verein aus Birmingham die Juniorenteams ab der U18. Noch als Mitglied der U18 kam er ab Ende 2018 zudem auch schon in der U23 des Vereins zum Einsatz. Im September 2020 wurde der 18-jährige Torhüter für eine Spielzeit an den schottischen Zweitligisten Ayr United verliehen, bei dem er sich als Stammspieler durchsetzen konnte. Nach seiner Rückkehr zu Aston Villa kam er in der Saison 2021/22 weiterhin in der U23 zum Einsatz und gehörte zudem dem Kader der Profimannschaft in der Premier League als dritter Torwart an. Im Sommer 2022 unterzeichnete Sinisalo bei den Villans einen neuen Dreijahresvertrag und wurde für die anschließende Saison 2022/23 an den englischen Drittligisten Burton Albion verliehen. Für die Saison 2023/24 wurde er an den Drittligisten Exeter City ausgeliehen. Er erhielt das Trikot mit der Nummer 1 und blieb bei seinem Debüt, einem 3:0-Sieg in der dritten Liga über die Wycombe Wanderers am 5. August 2023, ohne Gegentor. Während der Saison bestritt Sinisalo insgesamt 50 Pflichtspiele für den Verein in allen Wettbewerben, davon 46 in der Liga. Dabei blieb er 14 Mal ohne Gegentor.
Am 16. Juli 2024 unterschrieb Sinisalo für eine nicht genannte Ablösesumme einen Fünfjahresvertrag beim schottischen Erstligisten Celtic Glasgow.

### Nationalmannschaft
Viljami Sinisalo durchlief seit dem Jahr 2016 die Nationalmannschaften der Junioren von Finnland. Sein Debüt gab er in der U16 im August 2016. Später folgten Einsätze für die Auswahlmannschaften der U17, U18 und U19. Nachdem er bereits im September 2019 erstmals in die U21-Nationalmannschaft berufen worden war, gab er im November 2020 dort sein Debüt. Seit Sommer 2021 ist er Mannschaftskapitän der U21-Auswahl.
Ende September 2022 berief ihn Nationaltrainer Markku Kanerva erstmals in den Kader der finnischen A-Nationalmannschaft. Sein erstes Länderspiel bestritt er am 12. Januar 2023 gegen Estland als überwiegend in pausierenden skandinavischen Ligen eingesetzte Spieler zum Einsatz kamen.